# 東海自動車学校 (岐阜県)
東海自動車学校（とうかいじどうしゃがっこう）とは、岐阜県大垣市にある、岐阜県公安委員会が公認する技能試験免除自動車教習所（指定自動車教習所）である。中部産業株式会社が運営する。

## 概要
1963年（昭和38年）開校。
講習として、高齢者講習、違反者講習、ペーパードライバー講習を行っている。
軟式野球部があり、国民体育大会などの全国大会にも出場している。

## 所在地
- 岐阜県大垣市領家町3丁目651

## 取得可能自動車運転免許
- 第一種運転免許
  - 普通自動車（MT・AT）
  - 中型自動車
  - 大型自動車
  - 普通自動二輪車
  - 大型自動二輪車
  - 大型特殊自動車
  - 牽引自動車
- 第二種運転免許
  - 普通自動車

## 送迎バス
- 大垣市内方面
- 神戸町方面
- 池田町・揖斐方面
- 垂井町方面
- 墨俣・結・朝日大学方面
- 瑞穂方面

## その他
- 愛知県海部郡大治町の名駅大治自動車学校（運営：大治興業）は創業者が同じである[1]。